# Melchior Feselen

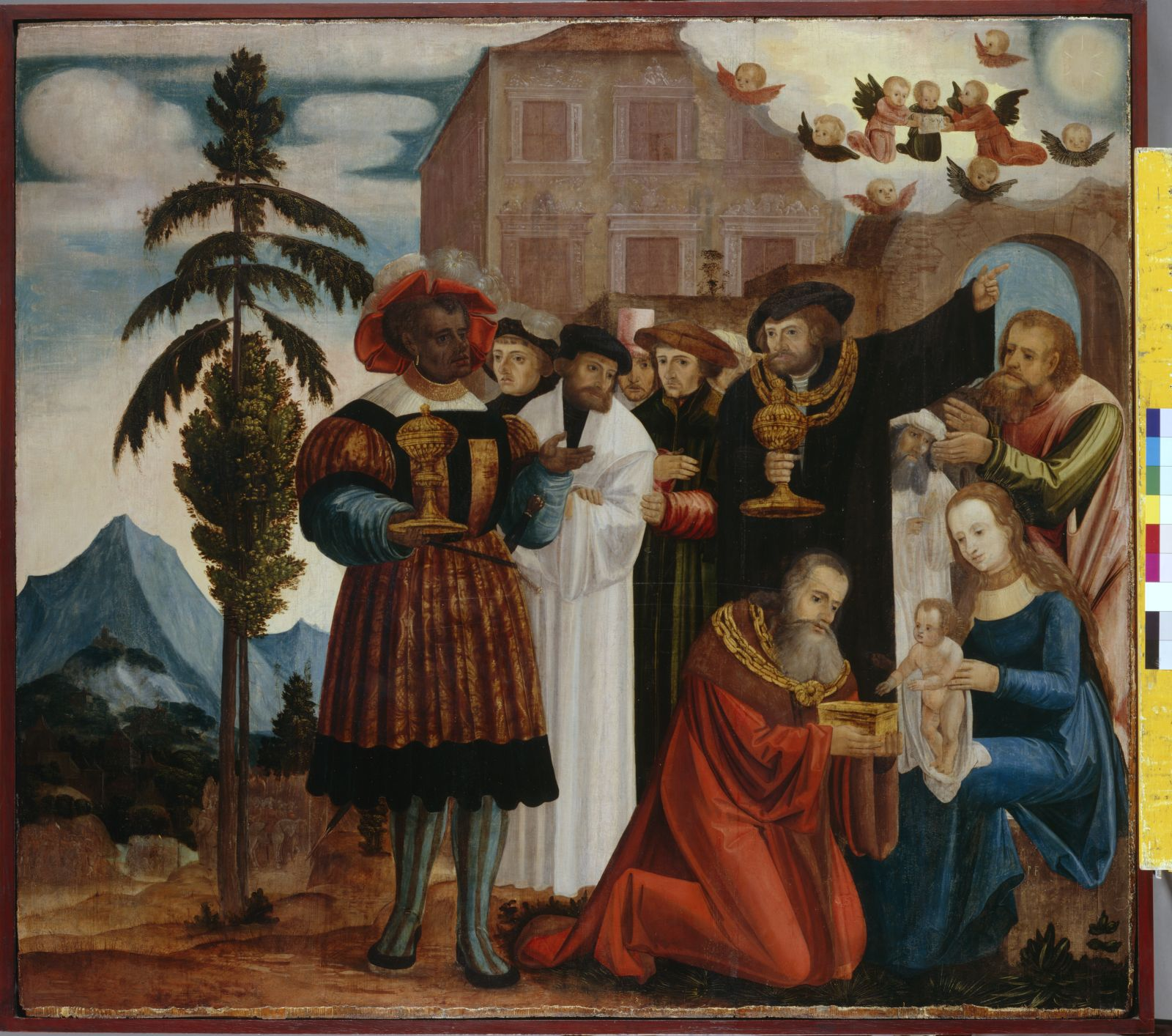
Adorazione dei Magi, 1522

Melchior Feselen (Nördlingen?, 1495 circa – Ingolstadt, 1538) è stato un pittore e incisore tedesco.

## Biografia
Quale artigiano specializzato dovette entrare in contatto, in gioventù, con Hans Schäufelein e la scuola danubiana. Nel 1521 è documentato come artista indipendente a Ingolstadt e tra il 1529 e il 1536 fu al servizio, alternativamente, del duca Guglielmo IV di Baviera e del conte palatino Ottheinrich.